# Motel Destino
Motel Destino ist ein Spielfilm von Karim Aïnouz aus dem Jahr 2024. Die Hauptrollen in dem Erotikthriller übernahmen Iago Xavier und Nataly Rocha. Die internationale Koproduktion zwischen Brasilien, Frankreich und Deutschland wurde im Mai beim 77. Filmfestival von Cannes uraufgeführt.

## Handlung
Der 21-jährige Heraldo hat bei einem Überfall seine Bande im Stich gelassen. Auf der Flucht vor der Polizei quartiert er sich ins neonfarbene Motel Destino ein, ein Sexhotel an der Küste Nordbrasiliens. Das Etablissement wird von dem ungehobelten Elias geführt, der mit der attraktiven Dayana verheiratet ist. Dayana ist frustriert über ihre Ehe mit ihrem gewalttätigen Mann, der früher für die Polizei arbeitete. Sie verguckt sich in Heraldo und lässt den neuen Gast gewähren. Schon bald entwickelt sich eine Affäre zwischen den beiden. Daraufhin schmieden Dayana und Heraldo einen gefährlichen Plan.

## Hintergrund

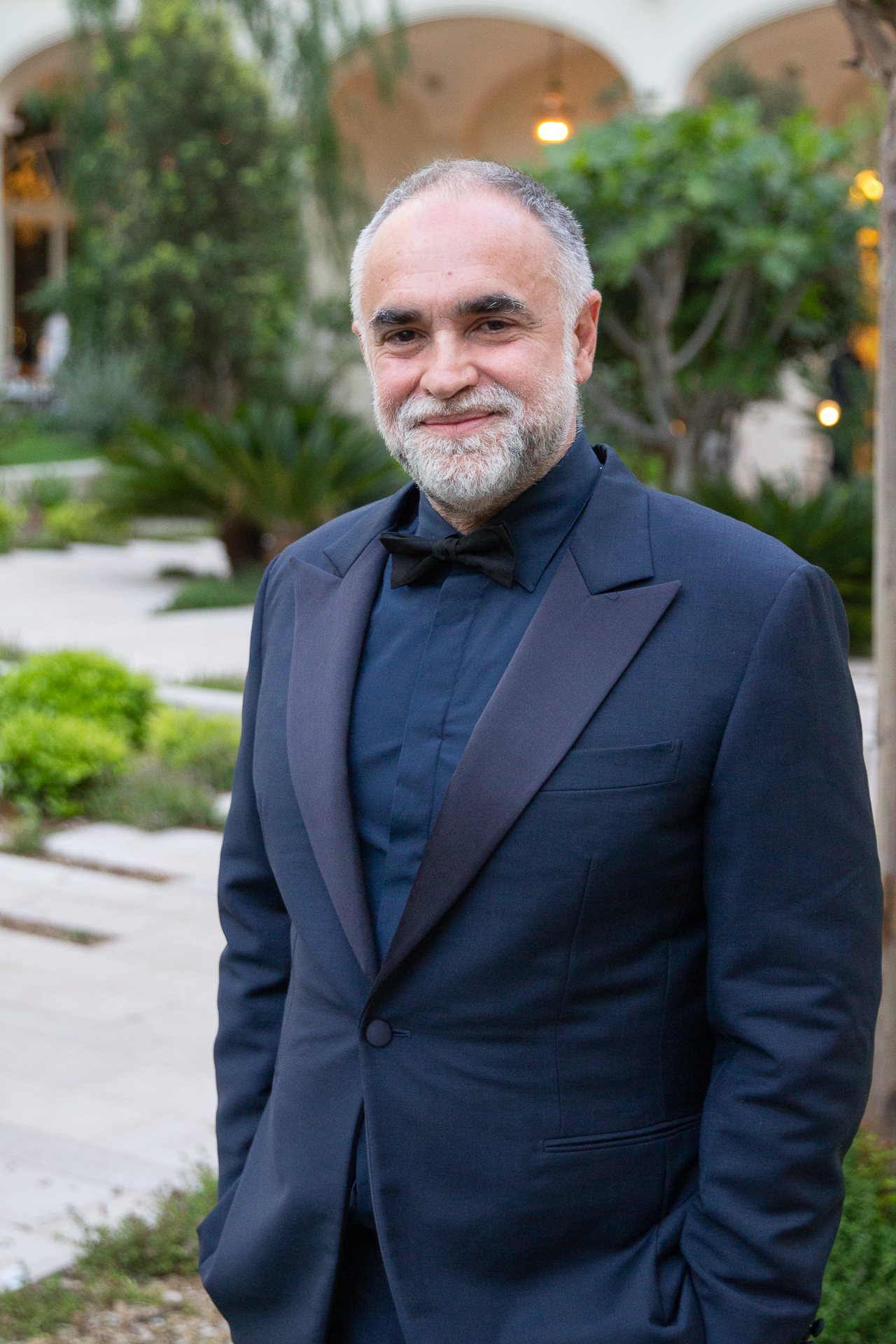
Regisseur Karim Aïnouz (2024)

Motel Destino ist der achte Spielfilm des brasilianischen Regisseurs Karim Aïnouz. Zuvor hatte er mit dem Historienstreifen Firebrand (2023) sein englischsprachiges Regiedebüt gegeben. Das Drehbuch zu Motel Destino stammt von dem Schriftsteller Wislan Esmeraldo, den Aïnouz vor vielen Jahren als Mentor in der Schreibwerkstatt der öffentlichen Kunsthochschule Porto Iracema das Artes in Fortaleza entdeckt hatte. Er bestärkte Esmeraldo darin, ein Drehbuch für sein Filmprojekt zu entwickeln, an dem später auch Mauricio Zacharias mitarbeiten sollte. Dieser hatte bereits als Drehbuchautor an Aïnouz vorangegangenen Werken Madame Satã (2002) und Suely im Himmel (2006) mitgearbeitet. Auch fühlte sich Aïnouz durch Pier Paolo Pasolinis Teorema – Geometrie der Liebe (1968) inspiriert, Motel Destino zu realisieren. Auch habe er eine Liebe zum Film noir, dessen gebrochene Figuren der Nachkriegszeit ihn an Brasilien erinnern würden.
Für die Dreharbeiten kehrte Aïnouz in seine Heimat, den brasilianischen Bundesstaat Ceará im Nordosten des Landes zurück. Sie fanden wenige Kilometer von Fortaleza entfernt statt. Für die Hauptrollen des Liebespaares ließ er mehr als 500 Darsteller vorsprechen und fand sie in den lokalen Schauspielern Iago Xavier und Nataly Rocha. Während Xavier in Motel Destino sein Leinwanddebüt gibt, verfügte Rocha bereits über Erfahrung als Theaterschauspielerin. Eine weitere größere Rolle erhielt der einst für einen International Emmy nominierte brasilianische Film- und Fernsehschauspieler Fábio Assunção (Dalva e Herivelto: Uma Canção de Amor). Für Kamera und Szenenbild vertraute Aïnouz  auf seine alten Weggefährten Hélène Louvart und Marcos Pedroso. Die Farben Cearás sollen den visuellen und erzählerischen Ton des Films gesetzt haben, das im Film auftauchende titelgebende Hotel bezeichnete der Regisseur als „Hauptfigur der Handlung“. Zuvor hatte man mehr als 60 Motels an der Küste Cearás besichtigt. Das im Hotel auftauchende Motel bot große Zimmer, in denen man sich mit der Kamera zurückziehen konnte. Das Szenenbild wurde von Marcos Pedroso komplett neu gestaltet. Die Dreharbeiten begannen Ende Juli 2023. Bereits einen Monat zuvor hatte Aïnouz mit dem größtenteils aus Ceará stammenden Schauspielensemble vor Ort zu proben begonnen, da der Film nicht mit günstigeren Digitalkameras aufgenommen werden sollte. Der Regisseur fühlte sich bei den Dreharbeiten an die Produktion seines Films Suely im Himmel (2006) erinnert. Das Werk handelt von einer jungen Frau, die mit ihrem kleinen Sohn von São Paulo in die ländliche nordbrasilianische Heimat zurückkehrt.
Der rund 90-minütige Film wurde von den brasilianischen Gesellschaften Cinema Inflamável und Gullane produziert. Als Koproduzenten traten die brasilianischen Unternehmen Globo Filmes, Telecine und Canal Brasil sowie die französische Maneki Films und The Match Factory aus Deutschland in Erscheinung. Ebenfalls an dem Projekt beteiligt waren die britischen Firmen Brouhaha Entertainment und Written Rock. Um die internationalen Verwertungsrechte kümmert sich The Match Factory.

## Veröffentlichung
Die Weltpremiere von Motel Destino erfolgte am 22. Mai 2024 im Hauptwettbewerb des 77. Filmfestivals von Cannes.
In Deutschland kam Motel Destino am 14. November 2024 im Verleih von Piffl Medien in die Kinos. In Brasilien erfolgte eine Kinoauswertung durch den Verleih Pandora Filmes, in Frankreich durch die Gesellschaft Tandem.

## Auszeichnungen
Für Motel Destino erhielt Karim Aïnouz seine zweite Einladung in den Wettbewerb um die Goldene Palme des Filmfestivals von Cannes. Auch wurde das Werk in die offizielle Auswahl für die Vergabe der Queer Palm aufgenommen.
Motel Destino gelangte in die finale Auswahl, Brasilien als Bester Internationaler Film bei der Oscarverleihung 2025 zu vertreten. Aïnouz’ Regiearbeit hatte gegenüber der später dreifach Oscar-nominierten Filmbiografie Für immer hier das Nachsehen.